# Amphipyra pallida
Amphipyra pallida là một loài bướm đêm trong họ Noctuidae.